# Machnów Nowy
Machnów Nowy (dawny PGR, do 2003 r. – Nowy Machnów) – osada w Polsce, położona w województwie lubelskim, w powiecie tomaszowskim, w gminie Lubycza Królewska. 
W latach 1975–1998 osada administracyjnie należała do województwa zamojskiego.
Wieś jest sołectwem w gminie Lubycza Królewska. Według Narodowego Spisu Powszechnego z roku 2011 wieś liczyła 828 mieszkańców.
W latach 1951–1954 siedzibą gminy Machnów. 
Osada leży w strefie przygranicznej. Posiada 2 placówki edukacyjne: szkołę podstawową oraz filię Przedszkola Samorządowego w Lubyczy Królewskiej. W Machnowie Nowym mieszczą się biuro terenowe Gospodarstwa Gruntów Marginalnych i Mieszkaniowych ZWRSP (Agencji Nieruchomości Rolnych) i biuro Referatu Gospodarczego. We wsi działa także klub sportowy „Ruch Machnów Nowy”.
Wieś jest siedzibą rzymskokatolickiej parafii Świętych Apostołów Piotra i Pawła.

## Części osady
| SIMC    | Nazwa               | Rodzaj |
| ------- | ------------------- | ------ |
| 0991249 | Nowosiółki Przednie | część  |
| 0991255 | Wólka Wierzbicka    | część  |

## Historia
W roku 1377 wieś Machnów wymieniona była jako uposażenie kościoła parafialnego w Bełzie. W 1388 Machnów otrzymuje jako nadanie Paweł z Radzanowa, ówczesny chorąży warszawski, następnie starosta bełski. 
Według rejestru poborowego z roku 1531, we wsi była cześć plebańska (plebana bełskiego) i szlachecka, w zarządzie wojewody płockiego.
W roku 1880 Machnów zamieszkiwało 757 mieszkańców. W miejscu była parafia wyznania greckokatolickiego, we wsi była cerkiew i szkoła filialna. 
W II Rzeczypospolitej wieś, jak i Machnów Stary, w powiecie rawskim w woj. lwowskim.
W latach 1944–1946 nacjonaliści ukraińscy z OUN-UPA zamordowali tutaj 46 Polaków oraz Ukraińców, którzy wyrazili zgodę na przesiedlenie.